# Hornsby (cráter)
Hornsby es un pequeño cráter de impacto situado en la parte occidental del Mare Serenitatis, perteneciente al cuadrante noreste de la cara visible de la Luna. Es una formación solitaria que se encuentra a más de 100 kilómetros de cualquier otro cráter significativo, aunque la curiosa depresión del cráter Aratus se encuentra a unos 50 km al oeste-noroeste. Al norte-noroeste aparece Linné, un cráter notable por su falda con material de alto albedo. Al oeste de Hornsby se halla la cresta denominada Dorsum Von Cotta.
|  |